# Steve Cammack
Stephen Richard „Steve“ Cammack (* 20. März 1954 in Sheffield) ist ein ehemaliger englischer Fußballspieler.

## Karriere
Cammack spielte Anfang der 1970er für Sheffield United als er mit der englischen Jugendnationalmannschaft das UEFA-Juniorenturnier 1972 gewann. Im Januar 1976 wechselte der Stürmer zum FC Chesterfield, im September 1979 kam er erstmals zu Scunthorpe United. Im Sommer 1981 schloss er sich Lincoln City an, bereits im Frühjahr 1982 kehrte er aber zu Scunthorpe zurück, für die er in der Folge insgesamt 121 Pflichtspieltore erzielte, die meisten in der Klubgeschichte. In der Saison 1982/83 wurde er Torschützenkönig, als Scunthorpe als Meisterschaftsvierter in die Third Division aufstieg. Nach Leihstationen bei Port Vale und Stockport County erklärte er im Herbst 1986 nach insgesamt 482 Pflichtspielen und 159 -toren seinen Rücktritt. In der Folge spielte Cammack noch im Non-League football beim FC Scarborough und Worksop Town.